# Airlink (Südafrika)
Airlink (ehemals SA Airlink bzw. auch South African Airlink) ist eine südafrikanische Regionalfluggesellschaft mit Sitz in Johannesburg und Basis auf dem Flughafen O. R. Tambo.

## Geschichte
Airlink entstand im Jahr 1995 aus dem Zusammenschluss der Fluggesellschaften Lowveld Aviation Services, Magnum Airways, Border Air, Citi Air und Link Airways. 1997 ging man eine strategische Allianz mit South African Express Airways und South African Airways ein und operierte unter dem erweiterten Namen South African Airlink. Diese Allianz wurde jedoch 2006 wieder aufgelöst, Airlink kooperiert allerdings nach wie vor mit den beiden anderen Gesellschaften. SAA ist mit drei Prozent weiterhin Anteilseigner. Von 1997 bis 1999 war Airlink Minderheitseigner (49 %) der namibischen Kalahari Express Airlines.
Ein geplanter Zusammenschluss mit Safair wurde im Oktober 2018 abgesagt.
2020 hat sich Airlink weiter von SAA getrennt und fliegt seitdem unter dem eigenen Code 4Z. Ebenso hat die Tochtergesellschaft Eswatini Airlink (eingestellt 2022) erstmals ein eigenes AOC von Eswatini beantragt.
Airlink gab Anfang Februar 2020 bekannt, dass eine Auszahlung von 700 Millionen Rand durch SAA von der Insolvenzverwaltung zurückgehalten werde. Damit stehe auch die Zukunft von Airlink auf dem Spiel.
Nachdem Airlink als erste Fluggesellschaft in Südafrika im Oktober 2020 nach Lockerung der COVID-19-Maßnahmen wieder den Betrieb aufgenommen hatte, wurden zahlreiche Partnerschaften mit ausländischen Fluggesellschaften, darunter Qatar Airways und Emirates, angekündigt.
Ende Oktober 2020 wurde die offizielle Namensänderung von SA Airlink zu Airlink abgeschlossen. Airlink schloss in den Folgemonaten zahlreiche Codeshare- und Interline-Abkommen, unter anderem wie angekündigt mit Qatar Airways und Emirates sowie United Airlines und Ethiopian Airlines ab.
Im Februar 2022 kündigte Airlink, gemeinsam mit noch einem zu findenden internationalen Partner, die Gründung einer Fluggesellschaft in Namibia an. Am 28. September 2022 wurde die 40-prozentige Übernahme von FlyNamibia bekanntgegeben.
Ende Februar 2023 führte Airlink das eigene Vielfliegerprogramm Skybucks ein.
Im August 2024 bestätigte Qatar Airways die Übernahme von 25 Prozent  der Anteile an Airlink.

## Flugziele
Airlink verbindet zahlreiche Städte innerhalb Südafrikas. Darüber hinaus fliegt Airlink weitere afrikanische Ziele in Angola, Botswana, der Demokratischen Republik Kongo, Eswatini, Kenia, Lesotho, Madagaskar, Malawi, Mosambik, Namibia, Sambia, Simbabwe und Tansania an. Im Juni 2017 gewann die Gesellschaft den Auftrag der Regierung des britischen Überseegebietes St. Helena, Ascension und Tristan da Cunha und bedient seit dem 14. Oktober 2017 den Flughafen St. Helena.

## Flotte

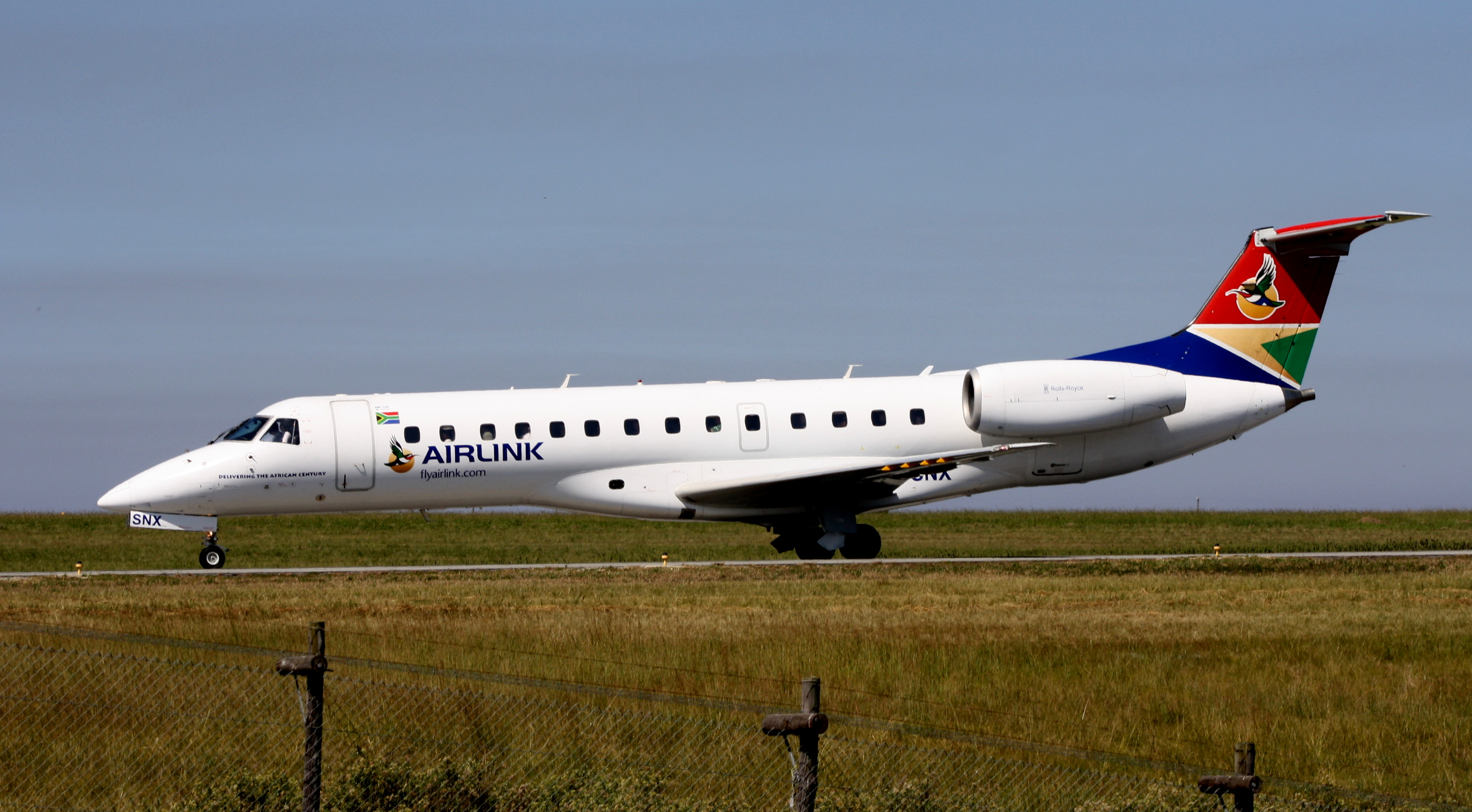
Embraer ERJ-135 der Airlink

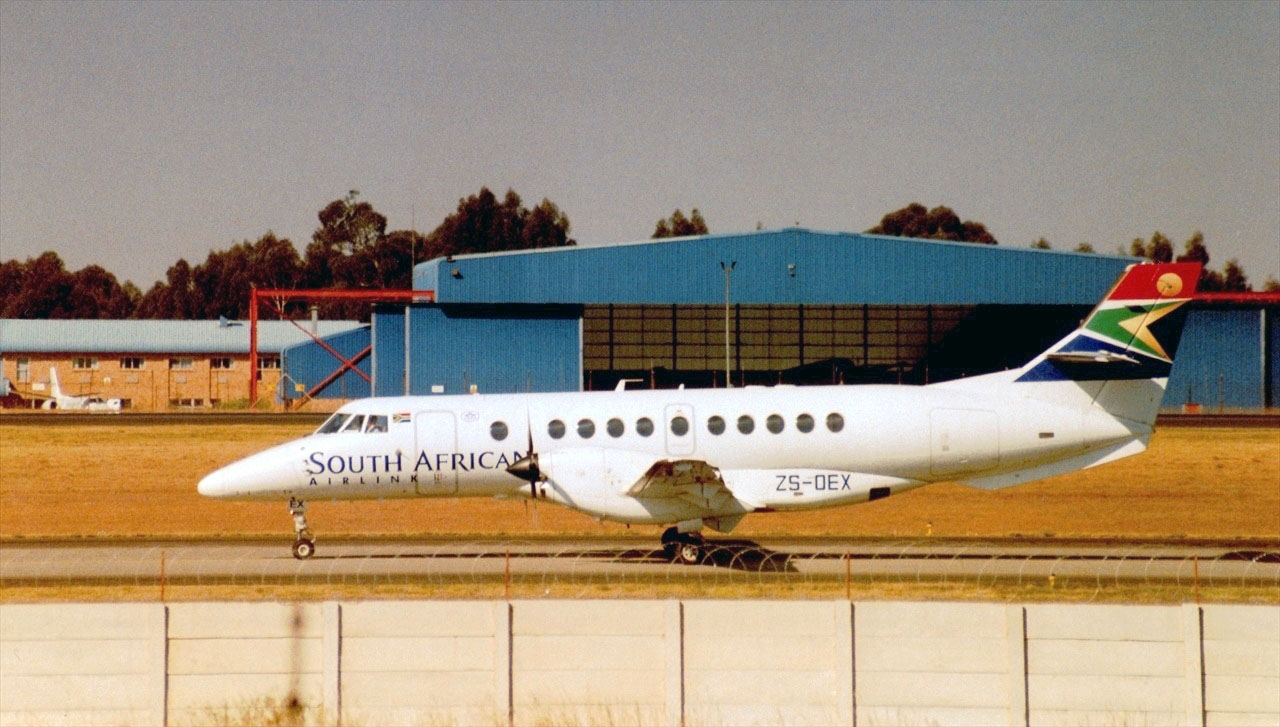
BAe Jetstream 41 der Airlink

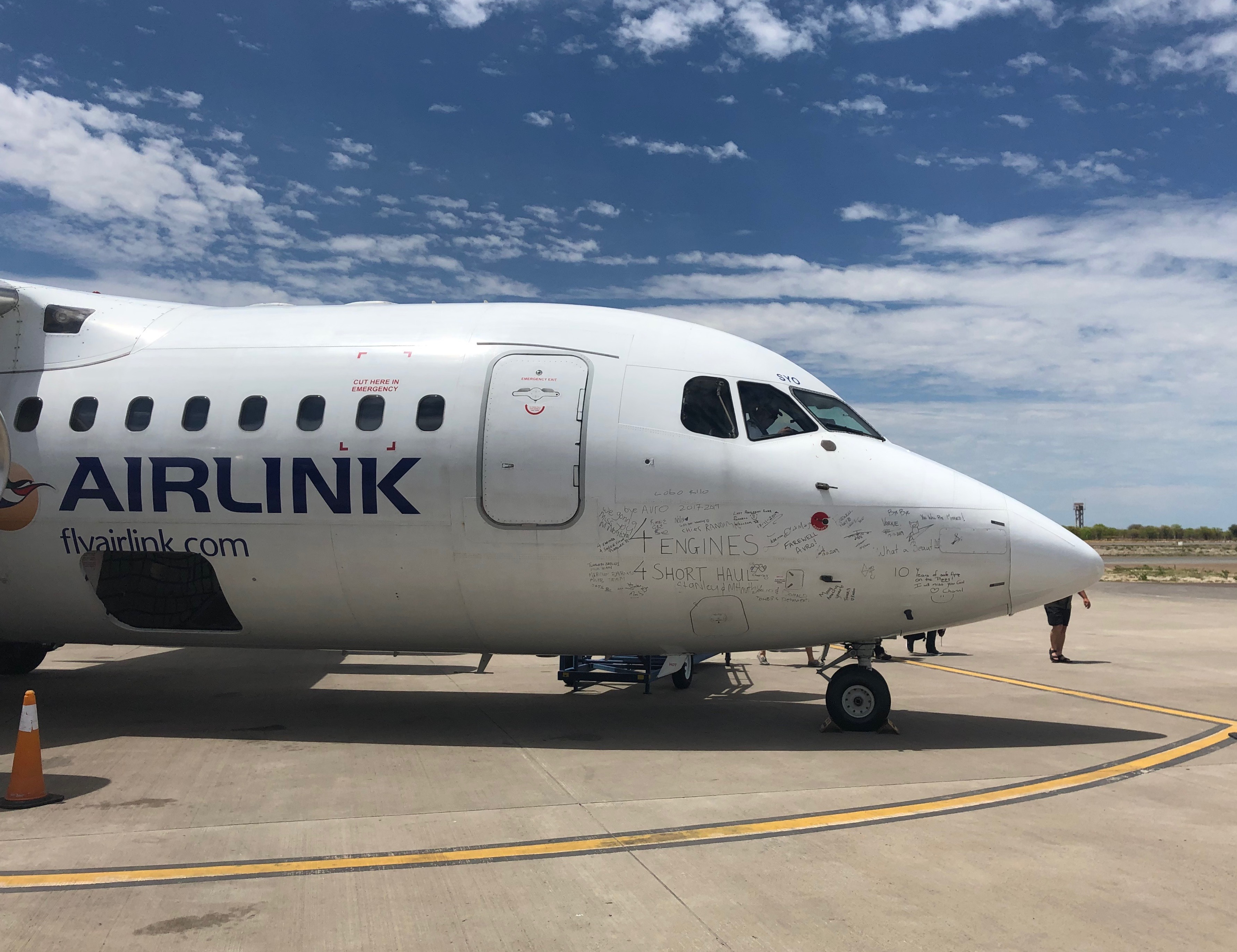
Airlink-Maschine mit Unterschriften

### Aktuelle Flotte
Mit Stand September 2024 besteht die Flotte der Airlink aus 65 Flugzeugen mit einem Durchschnittsalter von 17,6 Jahren:
| Flugzeugtyp | Anzahl | bestellt | Anmerkungen | Sitzplätze (Business/Eco) | Durchschnittsalter |
| ----------- | ------ | -------- | ----------- | ------------------------- | ------------------ |
| Embraer 135 | 16     |          |             | 37 (-/37)                 | 22,8 Jahre         |
| Embraer 140 | 11     |          |             | 44 (-/44)                 | 22,5 Jahre         |
| Embraer 170 | 03     |          | 1 inaktiv   | 74 (6/68)                 | 22,1 Jahre         |
| Embraer 175 | 3      | 2        | 3 inaktiv   |                           | 12,2 Jahre         |
| Embraer 190 | 28     |          |             | 98 (6/92)                 | 14,3 Jahre         |
| Embraer 195 | 06     | 1        |             | 107 (11/96)               | 11,0 Jahre         |
| Gesamt      | 67     | 3        |             |                           | 17,5 Jahre         |

### Ehemalige Flugzeugtypen
- Avro RJ85
- BAe 146-200
- BAe Jetstream 41
- Boeing 737-300
- Embraer 145

## Zwischenfälle
Am 24. September 2009 stürzte eine BAe Jetstream 41 auf dem Flug 8911 auf Grund eines Triebwerksausfalls kurz nach dem Start in Durban in einem Vorort ab, wobei drei Menschen am Bord sowie eine Person am Boden verletzt wurden. Der Kapitän der Maschine erlag einige Tage später seinen Verletzungen. Am 23. Dezember 2009 wurden alle Jetstream 41 der Airlink von der südafrikanischen Luftaufsichtsbehörde mit sofortiger Wirkung aus Sicherheitsgründen gegroundet. Grund ist neben dem Absturz vom 24. September 2009 ein weiterer Vorfall vom 22. Dezember 2009, als eine baugleiche Maschine auf Grund eines Triebwerksfehlers einen Startabbruch durchführen musste. Beide Zwischenfälle sind scheinbar jeweils auf einen Schaden an derselben Komponente des Triebwerks zurückzuführen. Allerdings ist für diesen Fehler nicht die Airlink verantwortlich zu machen, da das fragliche Bauteil nicht der Wartung durch die jeweilige Fluggesellschaft unterliegt (siehe auch Airlink-Flug 8911).